# 博吉亞縣
4°16′37″S 144°58′05″E / 4.2770°S 144.9680°E
博吉亞縣（英語：Bogia District），是巴布亞新畿內亞的縣份之一，位於新畿內亞島東部，由馬當省負責管轄，首府設於博吉亞，面積3,978平方公里，2011年人口75,067，人口密度每平方公里19人。